# Jaap ter Linden
Jaap ter Linden (Róterdam, 10 de abril de 1947) es un violonchelista, violagambista y director de orquesta holandés, especialista en la interpretación con criterios musicológicos de la música del Barroco y del Clasicismo.
Comenzó su carrera como primer violonchelo en orquestas como Musica Antiqua Köln, The English Concert o la Orquesta Barroca de Ámsterdam. Cofundó el grupo Musica da Camera y en el año 2000 fundó la Mozart Akademie en Ámsterdam, orquesta especializada en la música del Clasicismo con la que grabó todas las sinfonías de Mozart.
Ha participado en decenas de grabaciones para sellos como Naxos, Brilliant, Harmonia Mundi, Archiv Produktion, EMI o Glossa.

## Director invitado
Como director invitado ha colaborado tanto con orquestas modernas como con aquellas que utilizan instrumentos y criterios musicológicos. Así, ha dirigido la Deutsche Kammerphilharmonie, la Portland Baroque Orchestra, la European Union Baroque Orchestra y la Philharmonia Baroque Orchestra. También ha dirigido óperas, entre otras El rey Arturo de Henry Purcell e Iphigénie en Aulide de Christoph Willibald Gluck.

## Violonchelista y violagambista
Interpreta música de cámara con el pianista Ronald Brautigam, los violinistas Elizabeth Wallfisch, Andrew Manze y John Holloway y los clavecinistas Richard Egarr y Lars Ulrik Mortensen. Ha grabado dos veces las suites para violonchelo de Johann Sebastian Bach. Con Egarr ha grabado las sonatas para viola de gamba de Bach y con Egarr y Manze, las sonatas para violín de Bach. Con Mortensen y Holloway grabó la música de cámara completa de Dietrich Buxtehude y con el clavecinista Ton Koopman, las sonatas para violonchelo de Petrus Hellendaal.
Toca con un violonchelo construido por el violero Giovanni Grancino (Milán, 1703).

## Labor docente
Imparte clase en el Real Conservatorio de La Haya, en el Conservatorio de Ámsterdam y en la Hochschule für Alte Musik de Wurzburgo.